# Skipton
Skipton (también conocida como Skipton-in-Craven) es una ciudad de mercado y parroquia civil del distrito de Craven en Yorkshire del Norte, Inglaterra. Históricamente en el West Riding de Yorkshire, está localizada en el curso del río Aire y el canal Leeds y Liverpool al sur de los Yorkshire Dales, 26 km al noroeste de Bradford y 61 km al oeste de York. Skipton tenía una población de 14 313 personas, de acuerdo al censo de 2001.

## Historia
Skipton aparece citada en el Libro Domesday de 1086. Tuvo participación en la historia durante la Guerra Civil Inglesa y como la ubicación de un campo de prisioneros de guerra durante la Primera Guerra Mundial.
Alberga uno de los molinos más antiguos de Yorkshire del Norte, que los documentos históricos mencionan como High Corn Mill, el cual es propulsado por las aguas del río Eller Beck. Data del año 1310, cuando era propiedad de Robert de Clifford, primer Barón de Clifford y que en ese entonces fue traspasado a la poderosa familia Clifford por el rey del momento, Eduardo II de Inglaterra.[cita requerida] El molino, como se puede ver hoy, es solo la mitad de lo que existía cuando había dos molinos en operación que producían el maíz para toda la ciudad de Skipton. El molino ha sido rediseñado por completo, desde sus terrenos hasta la construcción misma. Las paredes exteriores del molino han sido arenadas y los dos edificios principales del antiguo molino han sido transformados en apartamentos desde 2007 en adelante, con solo un edificio faltante que debe ser rediseñado o arenado.
Skipton destacaba en el Medioevo por su Castillo, construido en 1090 como una mota castral de madera, por Robert de Romille, un barón normando. En el siglo XII, William le Gros lo reforzó con un torreón de piedra para repeler los ataques del Reino de Escocia, que provenían del norte,[cita requerida] cuya edificación hizo pasar a Skipton de ser un pobre pueblo dependiente a un burgo, administrado por un juez local. La protección que ofrecía el castillo durante la Edad Media fomentó la urbanización de Skipton y sus alrededores y durante tiempos de guerra o desórdenes atrajo una afluencia de familias.
Skipton se convirtió en una próspera ciudad de mercado, gracias al comercio de bienes relacionados con las ovejas y la lana, lo cual también le dio su nombre derivado del inglés antiguo; sceap (oveja) y tun (pueblo). Aún existe un mercado como recordatorio de sus años de desarrollo, aunque ha experimentado modificaciones significativas.
En el siglo XIX, Skipton emergió como un pequeño pueblo dependiente de su molino, conectado a ciudades más grandes a través del canal Leeds y Liverpool y su rama, el canal Thanet. Sin embargo, durante el siglo XX la economía de Skipton dio un giro hacia el turismo, gracias a su arquitectura histórica y su proximidad con los Yorkshire Dales. Desde 1974, Skipton ha sido la sede del Consejo del Distrito Craven. Además, en la ciudad fue fundada la Skipton Building Society.

## Gobierno
Skipton es parte del distrito electoral parlamentario de Skipton y Ripon, creado en 1983. Este distrito electoral ha sido un feudo parlamentario del Partido Conservador desde sus inicios. El puesto es actualmente ocupado por el parlamentario Julian Smith. Antes de 1983, Skipton tenía su propio distrito electoral epónimo.
Skipton forma parte del distrito de Craven, un distrito no metropolitano, y es sede del Consejo del Distrito de Craven. En 2007 fueron rechazadas las iniciativas de convertir al Consejo del Condado de Yorkshire del Norte la autoridad única y unitaria.
Skipton posee su propio ayuntamiento, que cuenta con 16 concejales que se dividen en 4 grupos, donde cada grupo proviene de uno de los cuatro barrios que existen dentro de los límites de la parroquia. Los concejales eligen al alcalde de la ciudad cada año durante su Reunión General Anual. Este año, el alcalde es el concejal John Dawson. Las oficinas del ayuntamiento se ubican en High Street, sobre el banco Barclay's.

## Economía
El empleador más grande de la ciudad de Skipton es la Skipton Building Society, junto con sus compañías subsidiarias.
El turismo es muy importante para la economía de la ciudad, que cuenta con numerosas agencias de viaje, como la Blue Water Holidays. Hay también varias empresas que alquilan casas de campo. La ciudad es conocida como "Escapada hacia los Dales", debido a su gran proximidad con los Yorkshire Dales. 
Otro sector significativo es el comercio minorista.
Por último, Skipton cuenta con numerosas agencias de contratación, con varios cientos de personas trabajando en este sector. Entre otras empresas de contratación, destacan Medacs, JCJ, Holt y Medic International (especializadas en el área de la salud), Cody (centrada en trabajos de consultoría) y Justteachers (una agencia de profesores suplentes).